# Thaumasia velox
Thaumasia velox là một loài nhện trong họ Pisauridae.
Loài này thuộc chi Thaumasia. Thaumasia velox được Eugène Simon miêu tả năm 1898.